# Marcel Adam

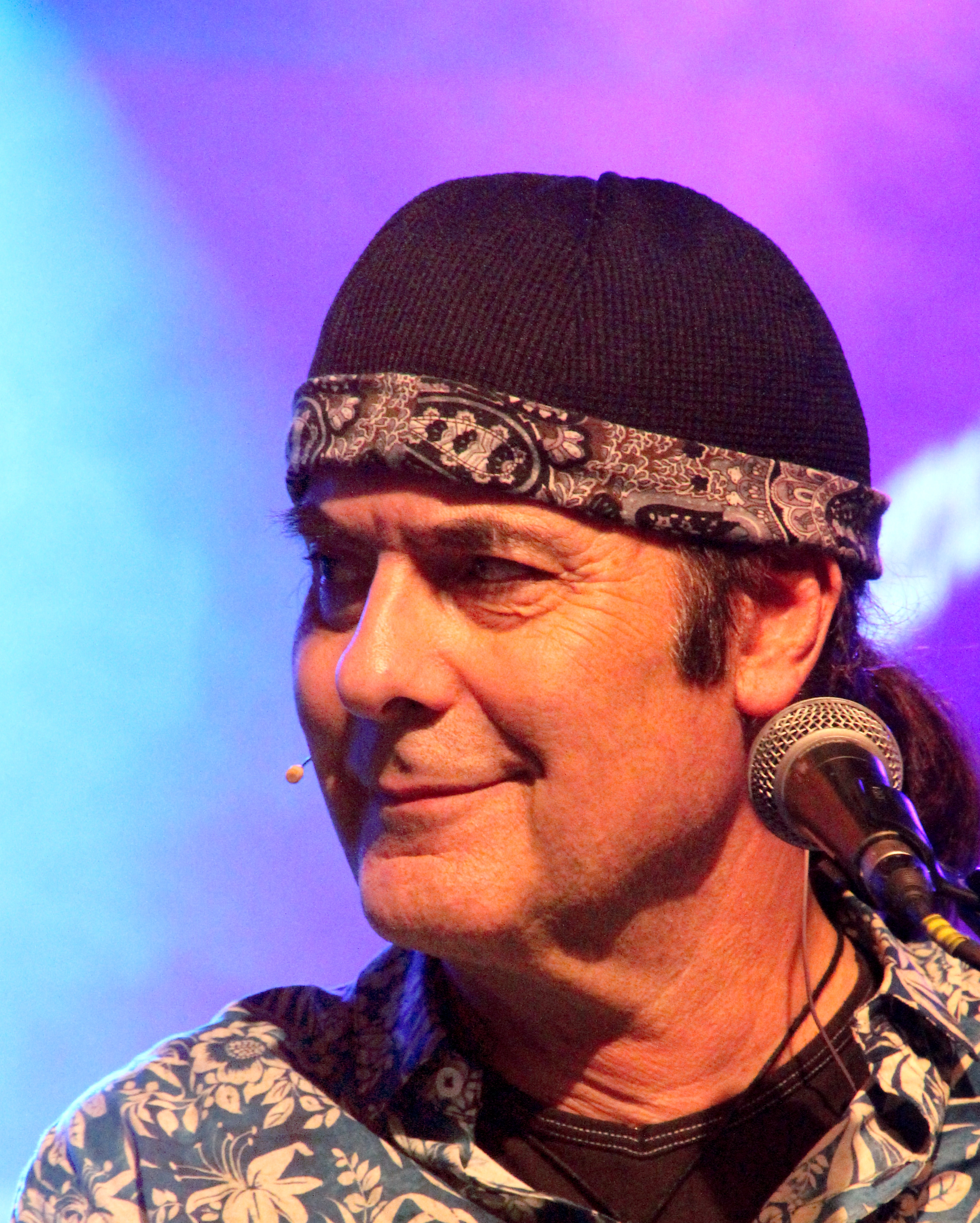
Marcel Adam (2014)

Marcel Adam (* 1951 in Sarralbe) ist ein französischer Chansonnier, Liedermacher und Mundart-Komödiant.
Er singt und spricht auf Deutsch, Französisch und Lothringisch und lebt im grenznahen Großblittersdorf. Er ist verheiratet und hat einen Sohn, Yann Loup Adam, der bei seinen Konzerten gelegentlich mit auftritt.
Er begann seine musikalischen Auftritte in den 1980er Jahren, sein Debütalbum Gonz Elähn erschien 1996. Von 1999 bis 2013 sprach er die deutsch-französische Radio-Comedy Schompierre für den Sender SR 3 Saarlandwelle. Seine Lieder in Mundart handeln oft von regionalen Begebenheiten oder Persönlichkeiten. Fester Bestandteil zum Abschluss seiner Live-Auftritte ist das Lied Von guten Mächten von Dietrich Bonhoeffer.

## Diskografie (Alben)
- 1989: Chansons & Lieder
- 1996: Gonz Elähn
- 1998: Grad`ze lääd
- 2001: Lothringer
- 2003: De Passage - Uff de Durchrääs
- 2006: Starke Frauen
- 2009: Hautnah
- 2011: Halleluja
- 2014: Merci
- 2022: Egoist